# Philippe Geluck
Philippe Geluck (Etterbeek, Bruxelles, 7 maggio 1954) è un fumettista belga, creatore di Le Chat.

## Biografia

### Infanzia e prime vignette
Philippe Geluck nasce a Etterbeek, un comune della Regione di Bruxelles-Capitale il 7 maggio 1954.
Il padre, Didier Geluck, era un vignettista, con lo pseudonimo di Diluc, e attivista comunista che negli anni '60 divenne distributore di film dell'Europa dell'Est. La madre Lucile studiò canto classico al Conservatorio e conobbe il futuro marito in un gruppo teatrale amatoriale.
Geluck ha un fratello maggiore, Jean-Christophe, artista visuale e scultore, nato nel 1947.
Il padre e il fratello gli fanno conoscere  Sempé, Tomi Ungerer, Saul Steinberg, Siné e Jean-Marc Reiser, nonché le riviste francesi Bizarre e Hara-Kiri.
Nel 1969 disegna con il fratello un giornale illustrato che affiggono nel bagno di casa. Un lavavetri che lavorava in casa notò le vignette e ne parlò al suo amico Bob de Groot, caporedattore de L'Œuf, un giornale umoristico. Su tale giornale che Philippe Geluck pubblicò le sue prime vignette, prima che della pubblicazione della sua prima raccolta per Daily-Bul (casa editrice belga legata al surrealismo) nel 1974.

### Debutto in teatro e in televisione
Nel 1972 si iscrive all'Insas (Institut national supérieur des arts du spectacle et des techniques de diffusion), il che gli permette di apparire sul palcoscenico del Teatro Nazionale del Belgio. Si diploma nel 1975. Interpreta Romeo e Giulietta, L'opera da tre soldi e Faust.
Nel 1975 interpreta Werther (Edgar Wibeau) in Werther 75 di Ulrich Plenzdorf, accanto all'attrice Claudine Charles. Contemporaneamente, nel 1976, crea il Théâtre Hypocrite, cugino dello Splendid4, con altri attori di formazione, tra cui Alain Lahaye. Nel 1982 crea un one-man show, Un certain Plume, basato sulla raccolta Plume di Henri Michaux, al Théâtre de Poche, per la regia di Andrej Burzinsky. 
Nel 1977, ha interpretato il ruolo di Peters Jones nel film TV Le Scoop di Jean-Louis Colmant, trasmesso in Francia il 6 maggio 1978 su FR37.
Nell'ottobre 1977 debutta su  RTB nel programma per bambini 1,2,3, J'ai vu dove interpreta il ruolo del clown Célestin Radis.
Dal 1980 in poi, diventa conduttore o partecipante a diversi programmi comici di RTBF: Electronix, Lollipop, L'Esprit de famille, Le Jeu des dictionnaires, L'Empire des médias, Les Imbuvables e Un peu de tout con gli attori del Magic Land Théâtre.
Nel 1983 è apparso nel film Benvenuta del regista André Delvaux.

### Creazione del fumettoLe Chat
Il 3 marzo 1983, su commissione del quotidiano belga di lingua francese Le Soir, crea Le Chat, il personaggio a fumetti che lo renderà famoso.
Dalla sua prima pubblicazione su Le Soir, il 22 marzo 1983, il successo di questo fumetto ha superato i confini del suo Paese natale e del mondo francofono per diventare un fenomeno internazionale.
Parallelamente alla sua carriera di fumettista, Philippe Geluck ha proseguito la sua carriera in radio e televisione presso la RTBF nei programmi di Jacques Mercier.
Nel 1991 ha vinto il premio per il programma televisivo più divertente al festival Rose d'or di Montreux, con Un peu de tout.
Dal 1992 è diventato opinionista in diversi programmi radiofonici e televisivi francesi, tra cui Vivement dimanche prochain (1999-2006; 2007-2008), con Michel Drucker, On va s'gêner (1999-2012), On a tout essayé (2000-2007), L'Émission pour tous (2014)12 e Les Grosses Têtes (dal 2014) con Laurent Ruquier.
Collabora anche al settimanale satirico Siné Hebdo, creato dall'amico vignettista Siné (dal primo numero pubblicato il 10 settembre 200813), e poi a Siné Mensuel (con una rubrica intitolata Geluck se lâche).

### Riconoscimenti
Re Alberto II del Belgio lo ha nominato Commendatore dell'Ordine della Corona nel 2009.